# Diaspis gilloglyi
Diaspis gilloglyi är en insektsart som beskrevs av Mckenzie 1963. Diaspis gilloglyi ingår i släktet Diaspis och familjen pansarsköldlöss. Inga underarter finns listade i Catalogue of Life.